# Monique van de Ven
Monique van de Ven (Zeeland, 28 luglio 1952) è un'attrice e regista olandese.

## Biografia
Formatasi all'Accademia d'Arte Drammatica di Maastricht, debutta come attrice nel cult olandese Fiore di carne, a fianco di Rutger Hauer (1973); la pellicola, ricompensata da un notevole successo, costituisce il trampolino di lancio per la sua carriera cinematografica. Nel 1986 recita in Assault, film premiato con l'Oscar al miglior film straniero.
Oltre che sul grande schermo, la van de Ven appare anche in serie televisive olandesi. Nel 1996 si cimenta con la macchina da presa dirigendo il cortometraggio Mama's Proefkonijn, mentre nel 2008 è per la prima volta regista di un lungometraggio, Zomerhitte.

### Vita privata
Sposata dal 1973 al 1988 con il regista connazionale Jan de Bont, assieme al quale vive alcuni anni a Los Angeles, convola poi a seconde nozze con l'attore e sceneggiatore Edwin de Vries.

## Filmografia

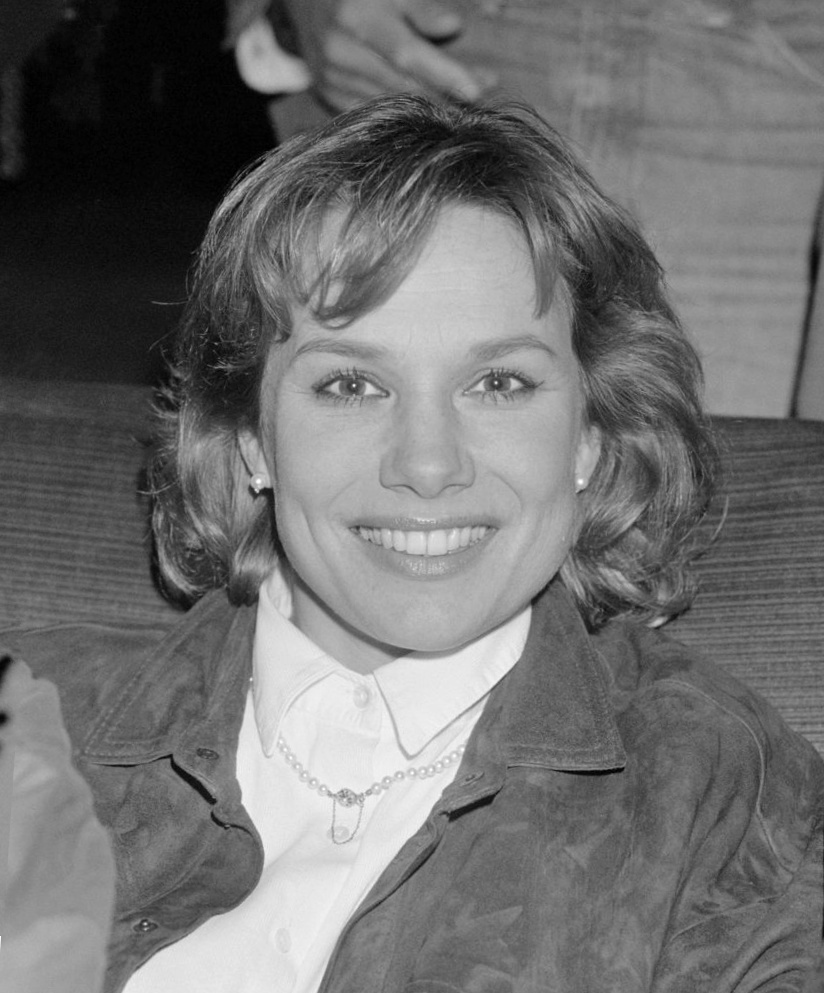
Monique van de Ven nel 1988

### Attrice

#### Cinema
- Fiore di carne (Turks fruit), regia di Paul Verhoeven (1973)
- Dakota, regia di Wim Verstappen (1974)
- Verloren maandag, regia di Luc Monheim (1974)
- Kitty Tippel... quelle notti passate sulla strada (Keetje Tippel), regia di Paul Verhoeven (1975)
- De laatste trein, regia di Erik van Zuylen (1975)
- Anita Drögemöller und die Ruhe an der Ruhr, regia di Alfred Vohrer (1976)
- Dokter Vlimmen, regia di Guido Pieters (1977)
- Dag Dokter, regia di Ate de Jong (1978)
- Stunt Rock, regia di Brian Trenchard-Smith (1978)
- Una donna come Eva (Een vrouw als Eva), regia di Nouchka van Brakel (1979)
- Uit elkaar, regia di Hermann van Veen (1979)
- Hoge hakken, echte liefde, regia di Dimitri Frenkel Frank (1981)
- Breach of Contract, regia di Andre R. Guttfreund (1982)
- Ademloos, regia di Mady Saks (1982)
- Brandende liefde, regia di Ate de Jong (1983)
- De schorpioen, regia di Ben Verbong (1984)
- Assault (De aanslag), regia di Fons Rademakers (1986)
- Per un mese cambio vita! (Een maand later), regia di Nouchka van Brakel (1987)
- Iris, regia di Mady Saks (1987)
- Amsterdamned, regia di Dick Maas (1988)
- Paint It Black - Quando il destino si tinge di nero (Paint It Black), regia di Tim Hunter (1989)
- Lily (De kassière), regia di Ben Verbong (1989)
- Romeo, regia di Rita Horst (1990)
- L'infiltrato (The Man Inside), regia di Bobby Roth (1990)
- Eline Vere, regia di Harry Kümel (1991)
- De Johnsons, regia di Rudolf van den Berg (1992)
- Lang leve de koningin, regia di Esmé Lammers (1995)
- The Discovery of Heaven, regia di Jeroen Krabbé (2001)
- Amazones, regia di Esmé Lammers (2004)
- Isabelle, regia di Ben Sombogaart (2011)
- Daglicht, regia di Diederik van Rooijnenn (2013)

#### Televisione
- De wolvenman (1974) - miniserie televisiva
- Sil de strandjutter, regia di Bob Löwenstein (1976) - miniserie televisiva
- Starsky & Hutch - 1 episodio (1978)
- Dixie: Changing Habits, regia di George Englund (1983) - film tv
- Voyagers! - Viaggiatori del tempo - 1 episodio (1983)
- Storie di guerra e di magia (Wizards and Warriors) - 1 episodio (1983)
- Mai dire sì (Remington Steele) - 1 episodio (1983)
- Tonight's the Night, regia di Bobby Roth (1987) - film tv
- The Diamond Brothers, regia di Anthony Horowitz (1991) - miniserie televisiva
- Iris, regia di Nouchka van Brakel (1992) - serie televisiva
- Eine kleine Nachtmerrie, regia di Ate de Jong (1996) - serie televisiva
- Windkracht 10 (1997) - serie televisiva
- Zeeuws meisje, regia di Norbert ter Hall (1998) - serie televisiva
- Spangen (1999-2006) - serie televisiva
- Divina Gloria, regia di Michiel van Erp (2006) - film tv
- Zadelpijn, regia di Nicole van Kilsdonk (2007) - film tv
- Doris, regia di Esmé Lammers (2013) - serie televisiva
- Dokter Deen, regia di Edwin de Vries (2012-2014) - serie televisiva

#### Cortometraggi
- De Bovenman, regia di Deirdre Boer (2001)
- U & Eye, regia di Vito de Haas (2011)
- De Overkant, regia di Marnix Ruben (2015) - voce

### Regista
- Recht voor z'n Raab (1993) - serie televisiva, 1 episodio
- Mama's Proefkonijn (1996) - cortometraggio
- Zomerhitte (2008)